# Simulatiespel

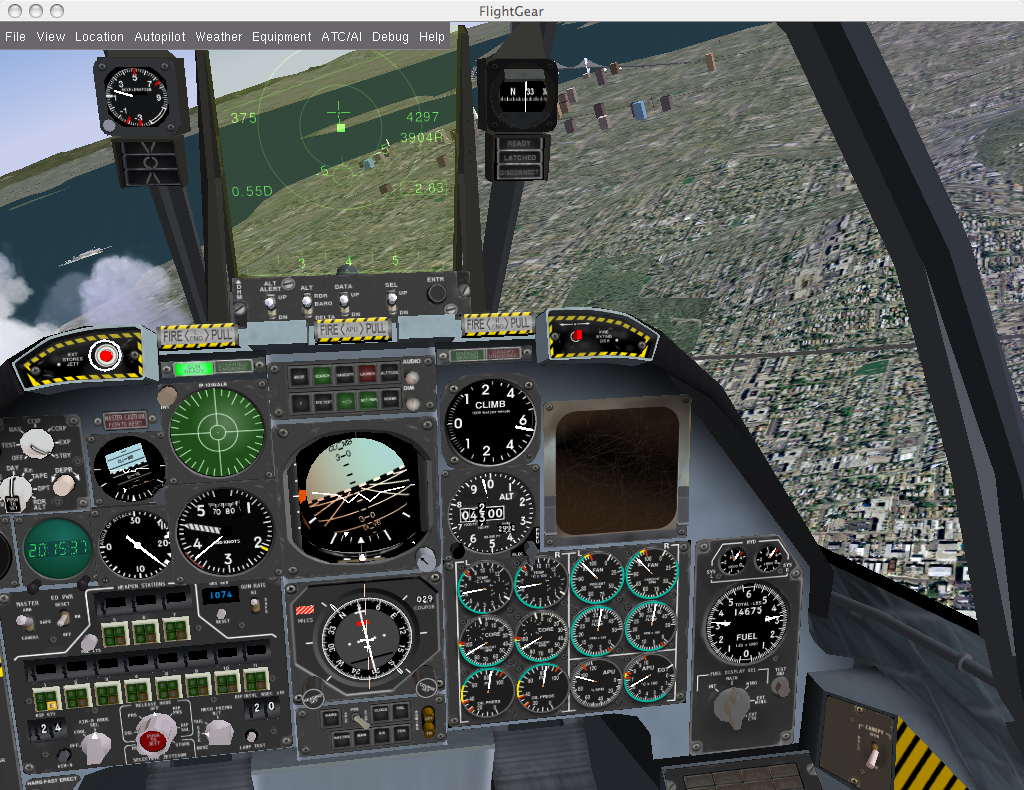
FlightGear

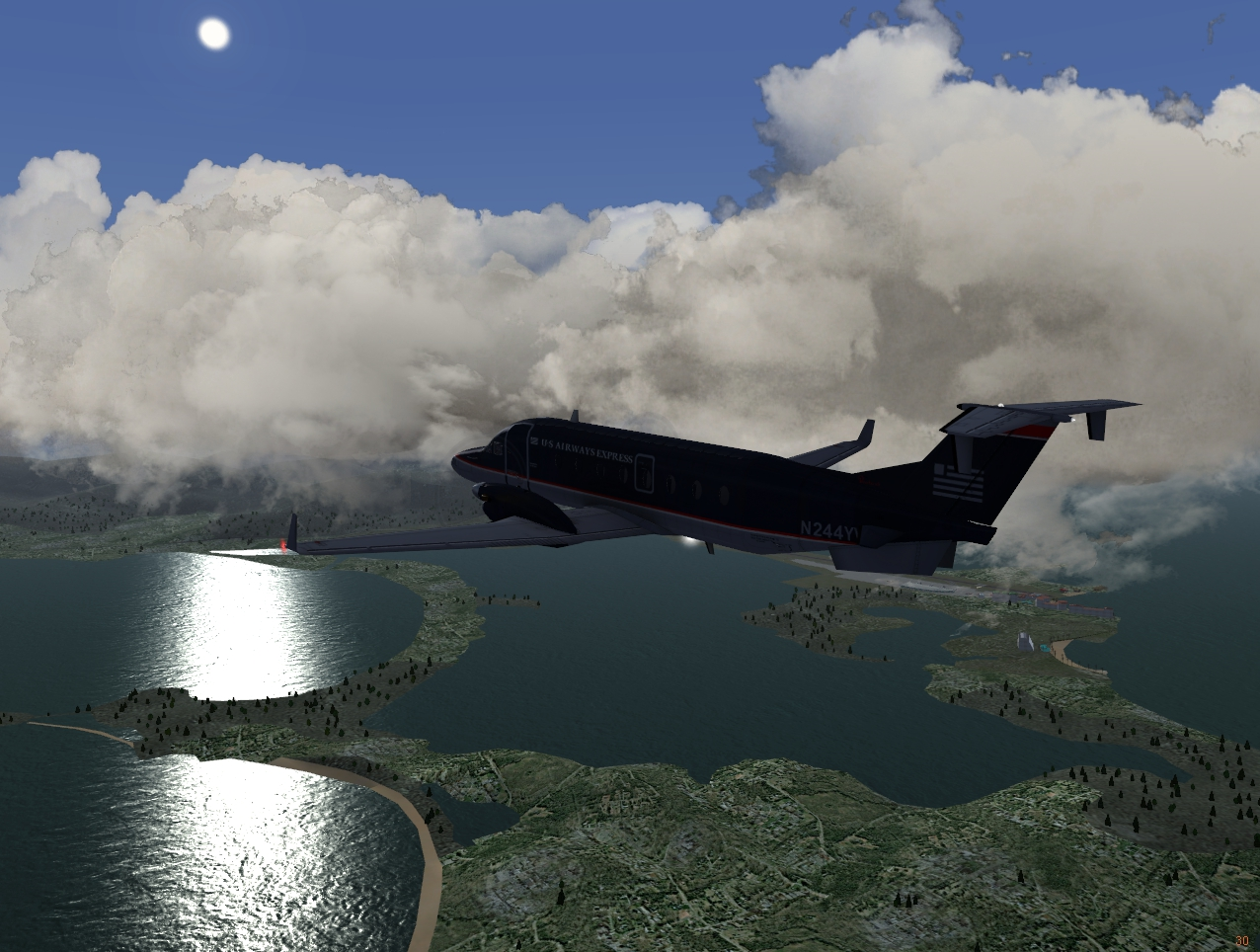
FlightGear

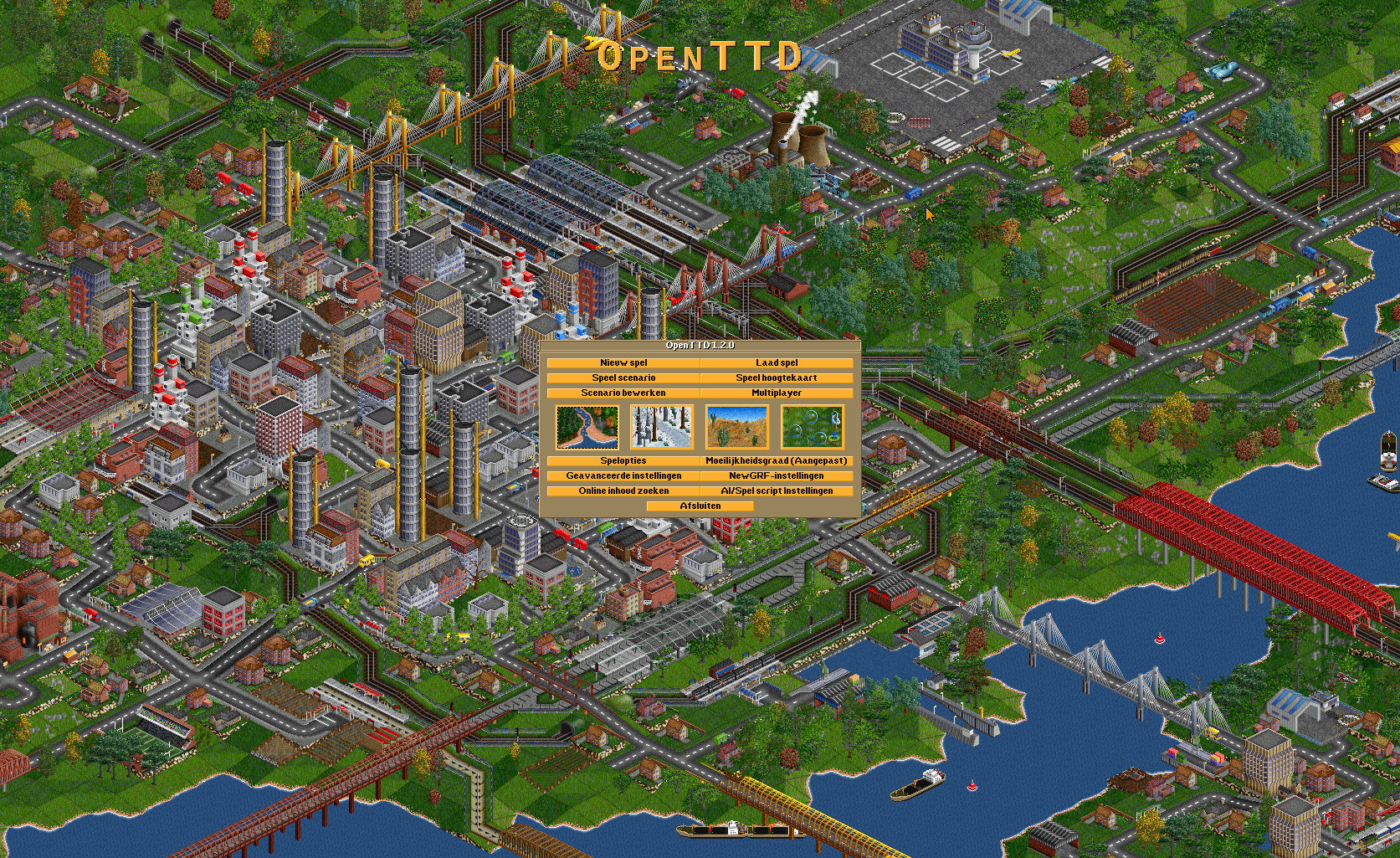
OpenTTD

Een simulatiespel is een genre van computerspellen waarin een (fictieve) wereld of een zekere activiteit wordt nagebootst. Deze spellen proberen zo realistisch mogelijk de werkelijkheid te benaderen, bijvoorbeeld een simulatiespel waarin een vliegtuig moet worden bestuurd. In andere simulatiespellen moet de speler optreden als een soort van ontwerper of manager om optimaal resultaat te boeken.

## Soorten simulatiespellen
Simulatiespellen kunnen onderverdeeld worden in verschillende categorieën:
- Bouw- en managementsimulatie
  - Bedrijfssimulatie (ook wel tycoonspel genoemd)
  - Stedenbouwsimulatie
  - Overheidssimulatie
- Levenssimulatie (ook wel god game genoemd)
- Sportsimulatie
- Voertuigsimulatie
  - Racespel
  - Vluchtsimulatie
- Oorlogssimulatie

## Voorbeelden van simulatiespellen
| Naam                                      | Soort               |
| ----------------------------------------- | ------------------- |
| Animal Crossing                           | Levenssimulatie     |
| ArmA: Armed Assault                       | Oorlogsimulatie     |
| Cities: Skylines                          | Stedenbouwsimulatie |
| Cities XL                                 | Stedenbouwsimulatie |
| Euro Truck Simulator                      | Voertuigsimulatie   |
| FIFA 17                                   | Sportsimulatie      |
| FlightGear                                | Voertuigsimulatie   |
| Jurassic Park: Operation Genesis          | Bedrijfssimulatie   |
| Lincity                                   | Stedenbouwsimulatie |
| Microsoft Flight Simulator                | Voertuigsimulatie   |
| Microsoft Train Simulator                 | Voertuigsimulatie   |
| Miniconomy                                | Bedrijfssimulatie   |
| Planet Coaster                            | Bedrijfssimulatie   |
| RollerCoaster Tycoon                      | Bedrijfssimulatie   |
| Ship Simulator                            | Voertuigsimulatie   |
| SimCity                                   | Stedenbouwsimulatie |
| SimCopter                                 | Voertuigsimulatie   |
| SimFarm                                   | Bedrijfssimulatie   |
| SimTower                                  | Bedrijfssimulatie   |
| Spore                                     | Levenssimulatie     |
| The Movies                                | Bedrijfssimulatie   |
| The Sims, De Sims 2, De Sims 3, De Sims 4 | Levenssimulatie     |
| Theme Hospital                            | Bedrijfssimulatie   |
| Theme Park                                | Bedrijfssimulatie   |
| Tycoon City: New York                     | Stedenbouwsimulatie |
| Zoo Tycoon, Zoo Tycoon 2                  | Bedrijfssimulatie   |